# Ischnochiton mitsukurii
Ischnochiton mitsukurii är en blötdjursart som beskrevs av Henry Augustus Pilsbry 1898. Ischnochiton mitsukurii ingår i släktet Ischnochiton och familjen Ischnochitonidae. Inga underarter finns listade i Catalogue of Life.